# فرودگاه خلیج فورد
فرودگاه خلیج فورد (به انگلیسی: Ford Bay Airport) یک فرودگاه خصوصی است که یک باند فرود ماسه دارد و طول باند آن ۱۲۸۰ متر است. این فرودگاه در کشور کانادا قرار دارد و در ارتفاع ۲۰۵ متری از سطح دریا واقع شده است.